# L'altra casa ai margini del bosco
L'altra casa ai margini del bosco (La corrupción de Chris Miller) è un film del 1973 diretto da Juan Antonio Bardem.

## Trama
Ruth è perdutamente innamorata della figliastra Chris, vittima di un incidente. La situazione si complica quando, nella loro villa, si aggira uno spietato serial killer. 

## Produzione
Primo thriller realizzato da Bardem, accenna alcuni temi tipici del cinema slasher.
La censura franchista cambiò radicalmente il finale del lungometraggio.
Come riportato nella sua biografia ufficiale, Jean Seberg accettò di recitare nel film solo perché, all'epoca, aveva problemi economici.

## Distribuzione
Distribuito nei cinema iberici il 17 maggio del 1973, l'opera di Bardem uscì in Italia soltanto un anno dopo.
Attualmente, esistono sul mercato soltanto edizioni estere in DVD e Blu ray.

## Accoglienza
Paolo Mereghetti, nel suo dizionario omonimo, giudica il film tiepidamente, sottolineando come Bardem compensi i problemi della sceneggiatura «con tocchi bizzarri». Morando Morandini, invece, considera la pellicola negativamente: «drammaccio (...) spaccio di sangue a buon mercato».